# 9768 Stephenmaran
9768 Stephenmaran (1992 GB1) là một tiểu hành tinh vành đai chính được phát hiện ngày 5 tháng 4 năm 1992 bởi C. Shoemaker và E. Shoemaker ở Palomar.